# Zieleńczyk ostrężyniec
Zieleńczyk ostrężyniec (Callophrys rubi) – gatunek owada z rzędu motyli, z rodziny modraszkowatych (Lycaenidae).

## Tryb życia
Pojawia się w jednym pokoleniu (kwiecień-maj). Występuje na otwartych przestrzeniach w kompleksach leśnych, zwłaszcza wśród borów świeżych i borów bagiennych, a także na torfowiskach wysokich, wrzosowiskach i murawach kserotermicznych. Rozprzestrzeniony w całej Polsce, pospolity. Gąsienica jest polifagiem spotykanym między innymi na kruszynie pospolitej, borówce brusznicy, borówce bagiennej, dereniu świdwie, posłonku rozesłanym, komonicy zwyczajnej, żarnowcu miotlastym i janowcu barwierskim. Zjada kwiaty i niedojrzałe owoce. Poczwarka zimuje w ściółce na ziemi.

## Wygląd
Charakterystyczny, łatwo rozpoznawalny motyl. Spód skrzydeł połyskliwie zielony, wierzch brązowy. Nogi i czułki czarno-białe.
rozpiętość skrzydeł: 25–27 mm

## Występowanie
Zasiedla większość Palearktyki, od Półwyspu Iberyjskiego i Maroka, przez całą Europę, Kaukaz, Iran, Ałtaj i Syberię po Półwysep Czukocki i Sachalin.